# Marco Marchetti
Marco Marchetti, także Marco da Faenza (ur. ok. 1528 w Faenzy, zm. 1588 tamże) – włoski malarz późnorenesansowy i manierystyczny.

## Życiorys
Marco Marchetti urodził się w Faenzy w regionie Emilia-Romania ok. 1529 roku. Był uczniem Giorgia Vasariego. Malarze współpracowali przy dekorowaniu wnętrz i krużganków Palazzo Vecchio we Florencji w latach 1564–1566. W 1570 roku ozdobił freskami pomieszczenie w Palazzo Marcheselli w Rimini. Pracował też w Rzymie (Logge Vaticane, krużganki w Trinità dei Monti). Spod jego pędzla wyszły też płótna znajdujące się obecnie w kolekcji Pinakoteki w Faenzy.

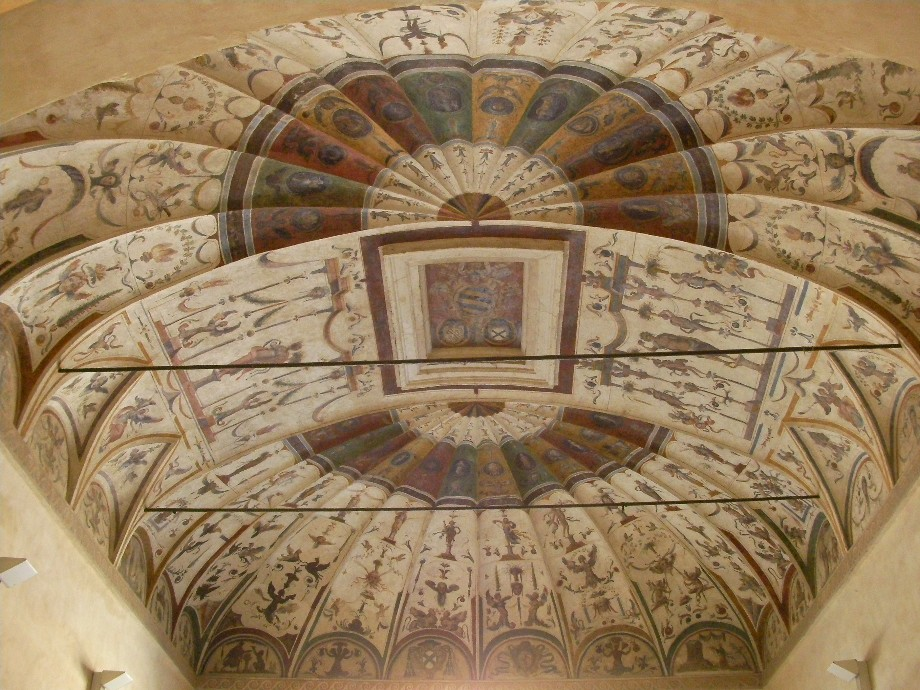
Molinella, Faenza
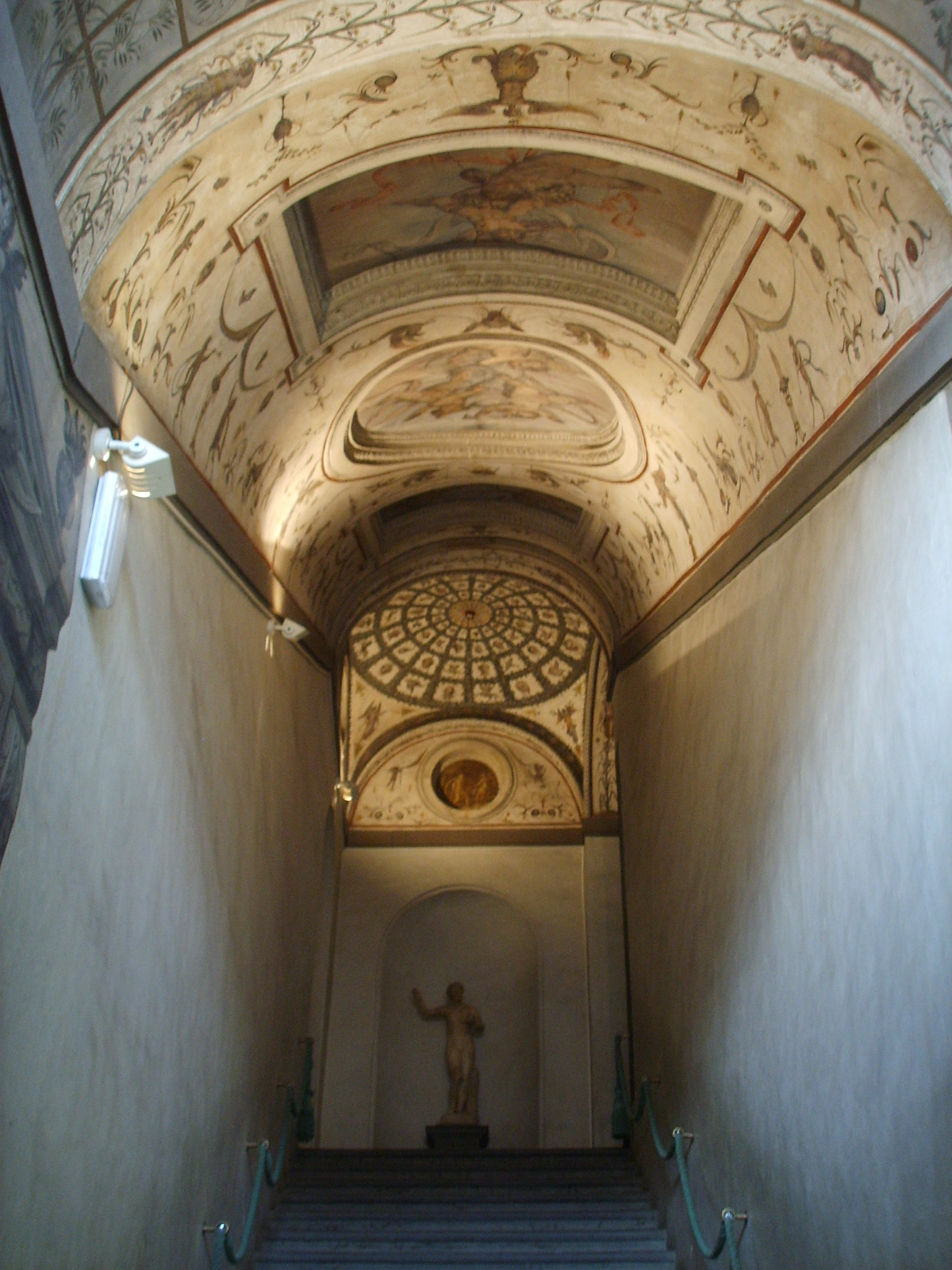
Palazzo Vecchio, Florencja
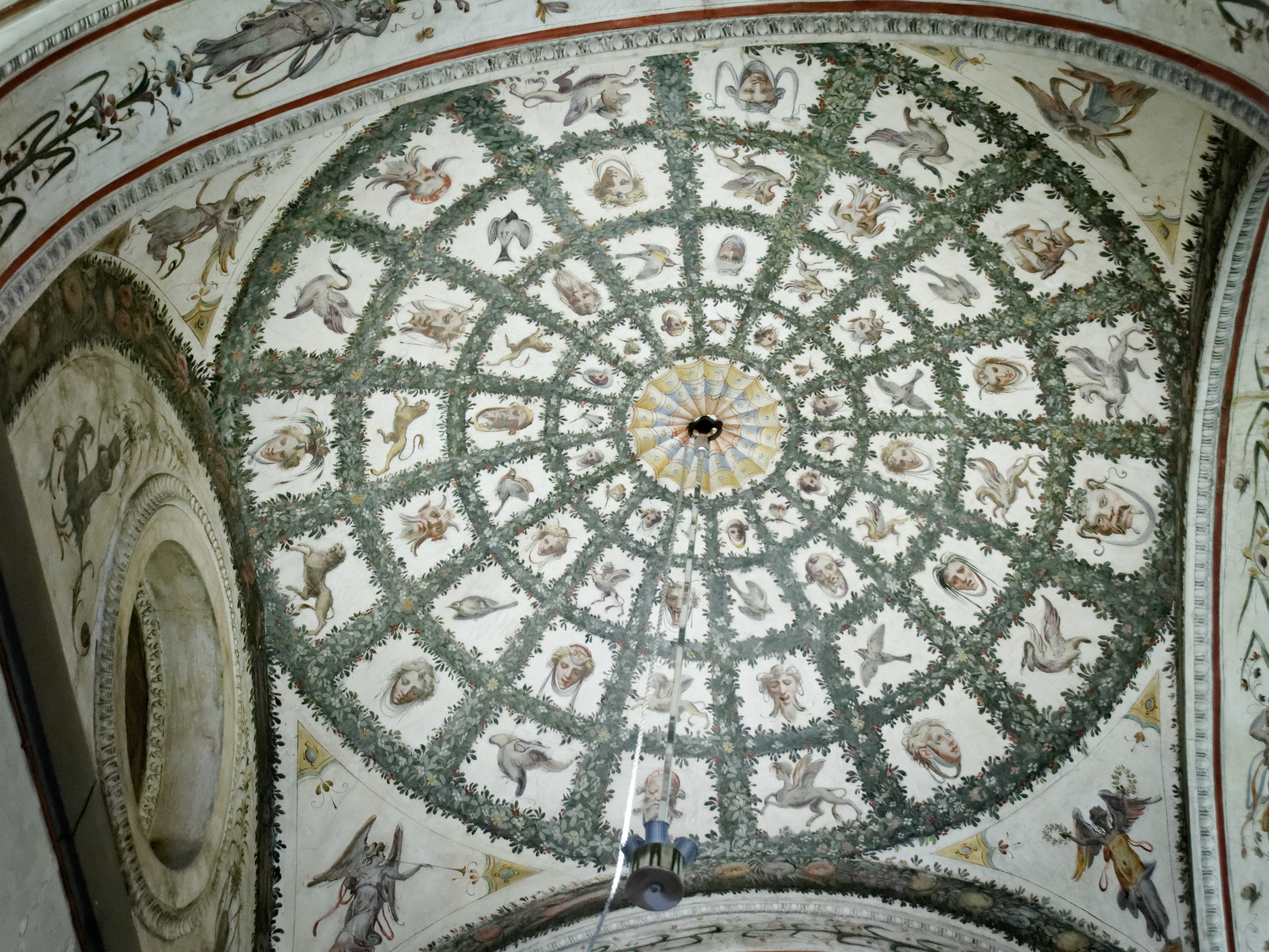
Palazzo Vecchio, Florencja
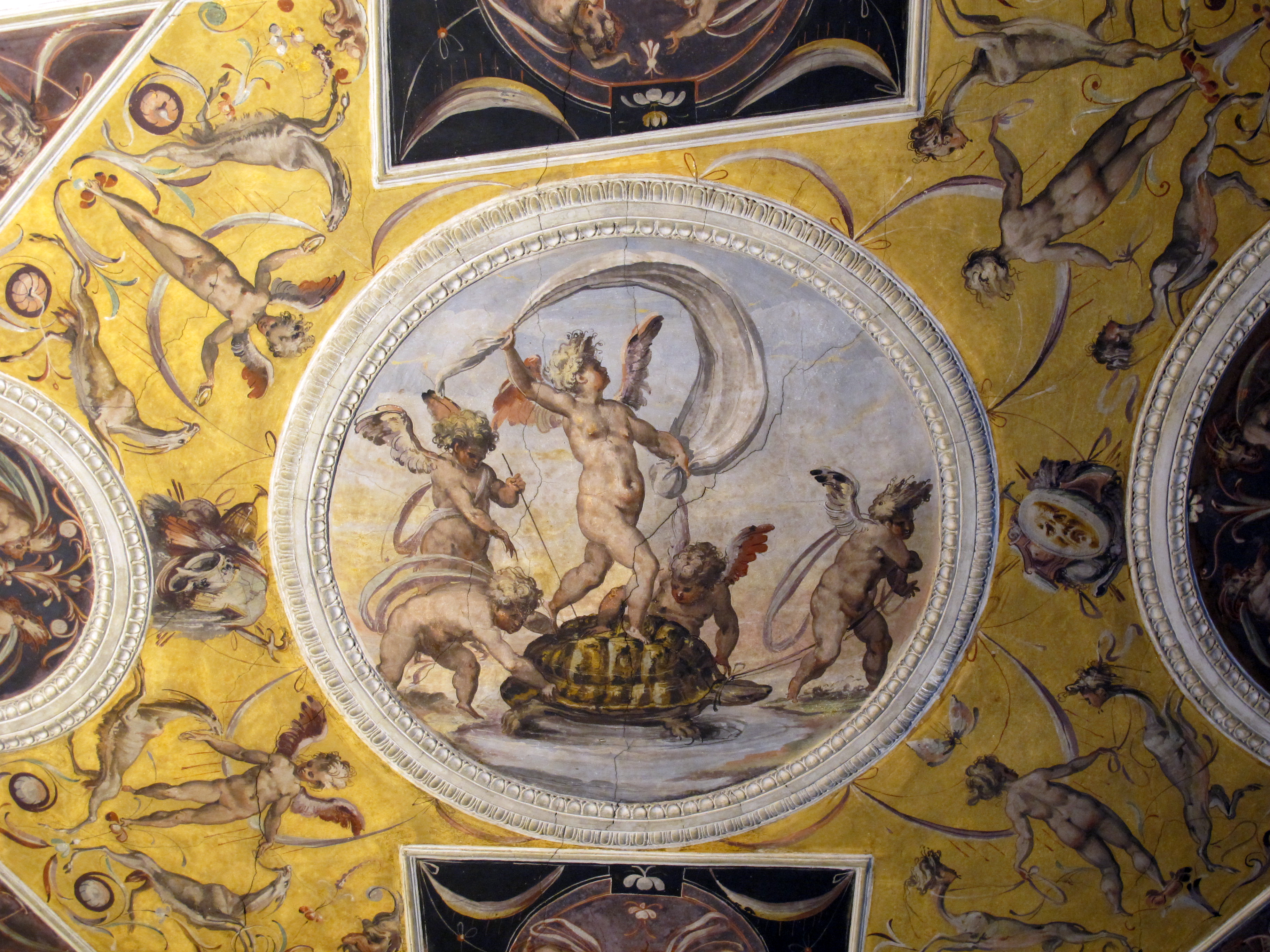
Festina lente
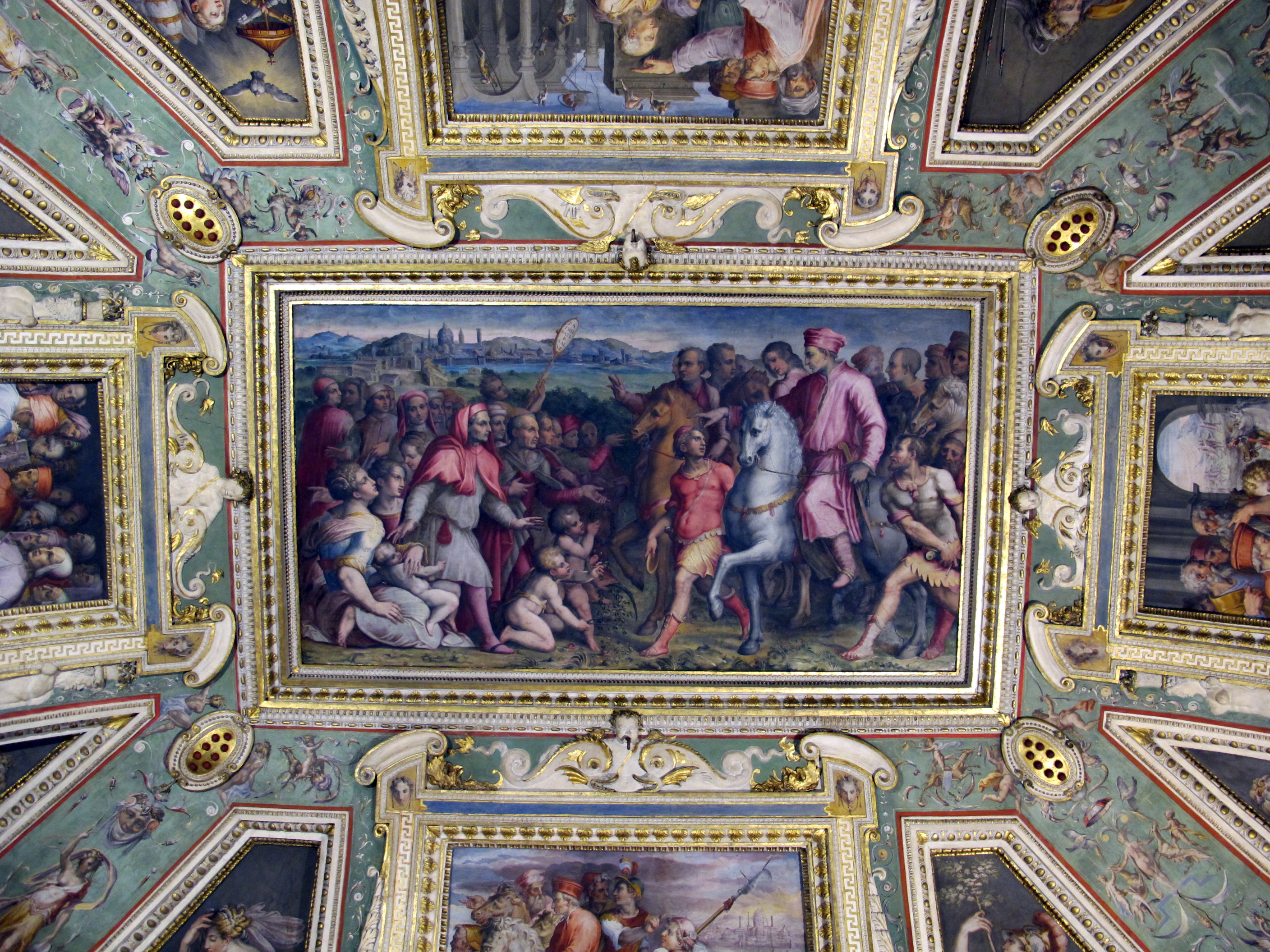
Palazzo Vecchio (razem z Giorgio Vasarim)
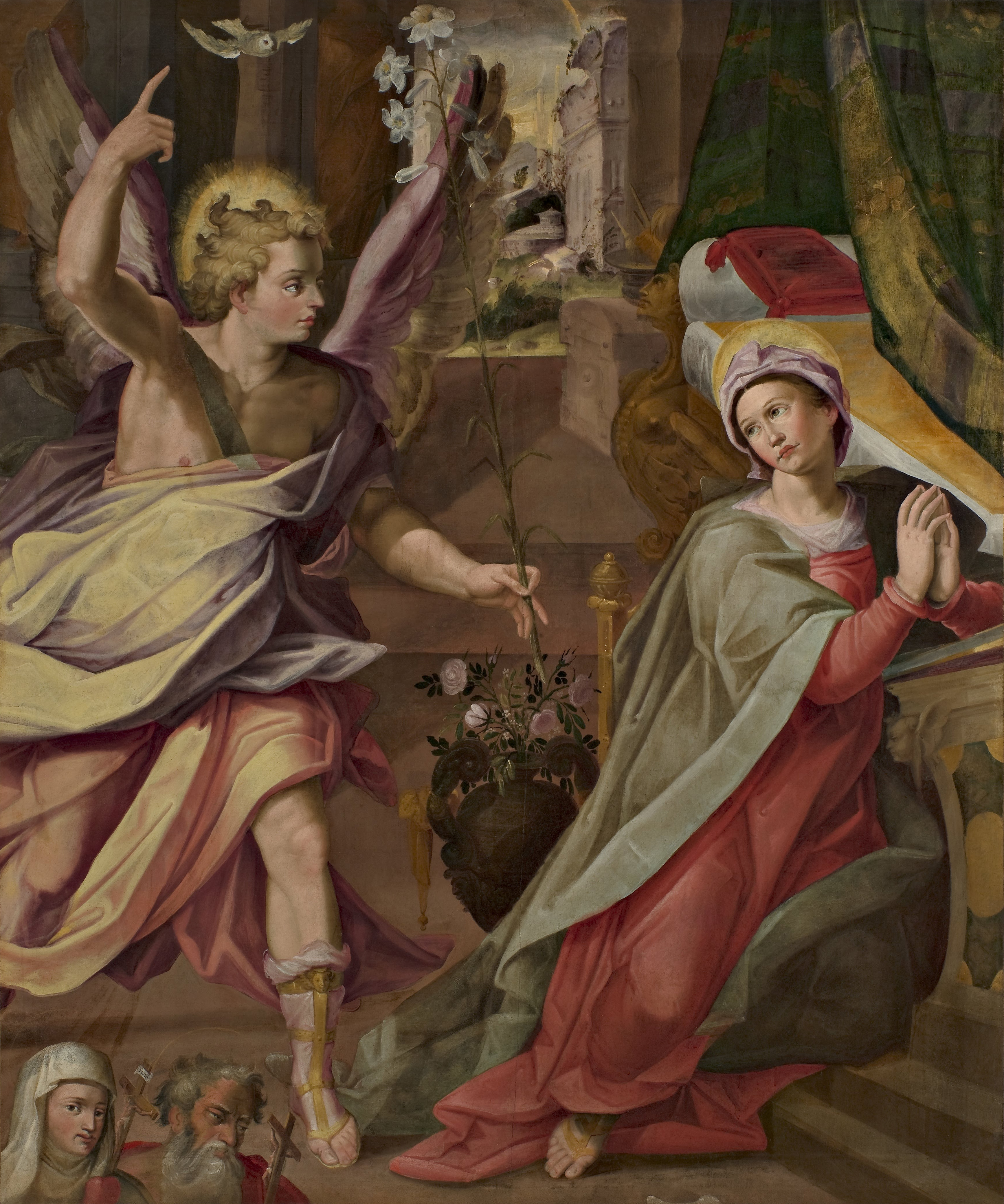
Zwiastowanie, 1565–1575, Fondazione Cassa di Risparmio di Cesena